# Hyparrhenia smithiana
Hyparrhenia smithiana är en gräsart som först beskrevs av Joseph Dalton Hooker, och fick sitt nu gällande namn av Otto Stapf. Hyparrhenia smithiana ingår i släktet Hyparrhenia och familjen gräs. Utöver nominatformen finns också underarten H. s. major.